# M60 (harckocsi)
A 105 mm Gun Full Tracked Combat Tank M60, ismertebb, de nem hivatalos nevén az M60 Patton első generációs „általános rendeltetésű harckocsi” (main battle tank, MBT), melyet 1960 decemberében mutattak be. A harckocsitípust széles körben alkalmazták az amerikai fegyveres erők alakulatai és az USA hidegháborús szövetségesei egyaránt, különösen a NATO harckocsiegységeiben, és egészen napjainkig szolgálatban maradt a leváltására tervezett M1 Abramsszel párhuzamosan üzemeltetve. Egyiptom alkalmazza napjainkban a legnagyobb mennyiségben, körülbelül 1700 darab módosított, felújított M60A3-mat, Törökország másodikként több mint 900 modernizált járművet, harmadikként Izrael több mint 700 járművet üzemeltet különféle módosításokban (a Magah-sorozat).

## Története

### Nomenklatúra
Habár fejlesztésének története az M48 Pattonhöz nyúlik vissza, melyet vele leváltani terveztek, az M60-sorozat sosem tartozott hivatalosan a Patton harckocsik közé, egyszerűen egy „továbbfejlesztett utódja” volt a Patton harckocsiknak. 1959. március 16-án az OTCM (Ordnance Technical Committee Minutes) #37002 jelzéssel szabványosította az alapjárművet mint 105 mm Gun Full Tracked Combat Tank M60. Miután az Amerikai Hadsereg kivonta utolsó M103 nehézharckocsi-zászlóalját is, az M60 típus lett a Hadsereg első számú alapharckocsija a hidegháborúban, az M1 Abrams élvonalbeli alkalmazásáig, 1980-as évek második felétől.

### Az M60
A típus gyökerei a második világháború végére kifejlesztett M26 Pershingig vezetnek vissza, mely alapul szolgált az M48 harckocsinak is. 1957-ben, amikor a tervezést elkezdték, egy 105 mm-es harckocsiágyúval felszerelt, áttervezett, jobb páncélvédettségű alvázat kívántak. A végeredmény nagyban hasonlított az M48-ra, de számos jelentős eltérés mutatkozott. Az M60 főfegyverzete egy füstgázelszívóval felszerelt 105 mm űrméretű L7 típusjelű harckocsiágyú, szemben az M48 90 mm-esével; alváz-homlokpáncélja hengerelt síklemez, szemben az M48 íveltjével; mindössze csak három támasztógörgővel szerelték fel oldalanként az M48 ötjével szemben; valamint a futógörgők alumíniumöntvények lettek szemben az M48 acélgörgőivel.

### M60A1

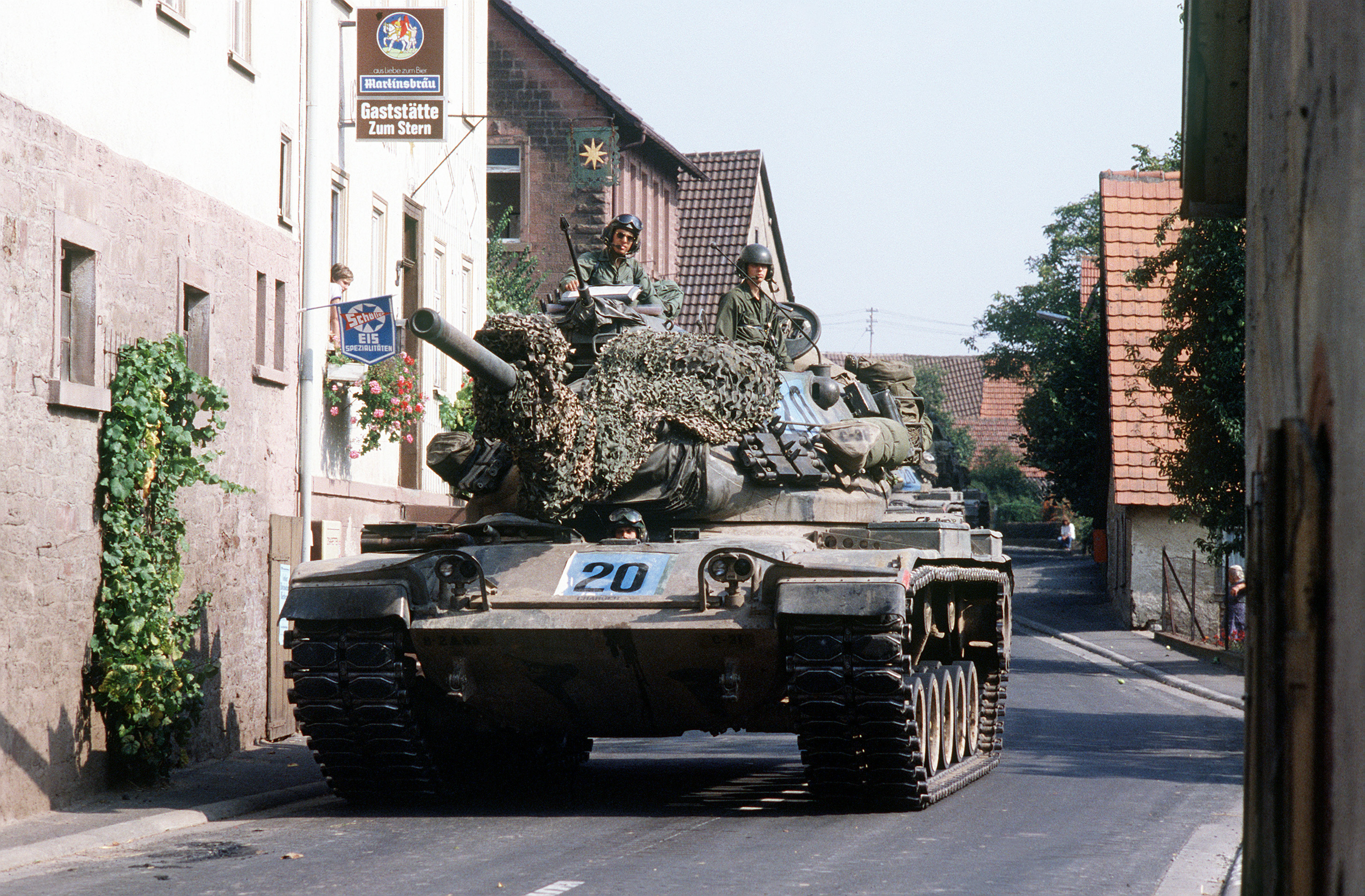
Az Amerikai Hadsereg egyik M60A1 harckocsija manőverezik egy keskeny német faluban az 1982-es Reforger '82 többnemzetiségű hadgyakorlat idején

Három évvel a hadrendbe állást követően az első jelentősebben módosított változat is elkészült. Az M60A1 egészen 1980-ig gyártásban maradt, melyre egy nagyobb, ideálisabb formájú tornyot szereltek, továbbá fejlesztettek a páncélvédelmen és a lengéscsillapítókon is. Ezt a változatot fejlettebb lövegstabilizátorral látták el. Igazából még nem volt képes menetből pontos, célzott lövés leadására, a rendszer műúton képes volt az ágyút egy ponton tartani mozgás közben. A párhuzamosított géppuska is fejlesztésre szorult.

### M60A2 „Starship”

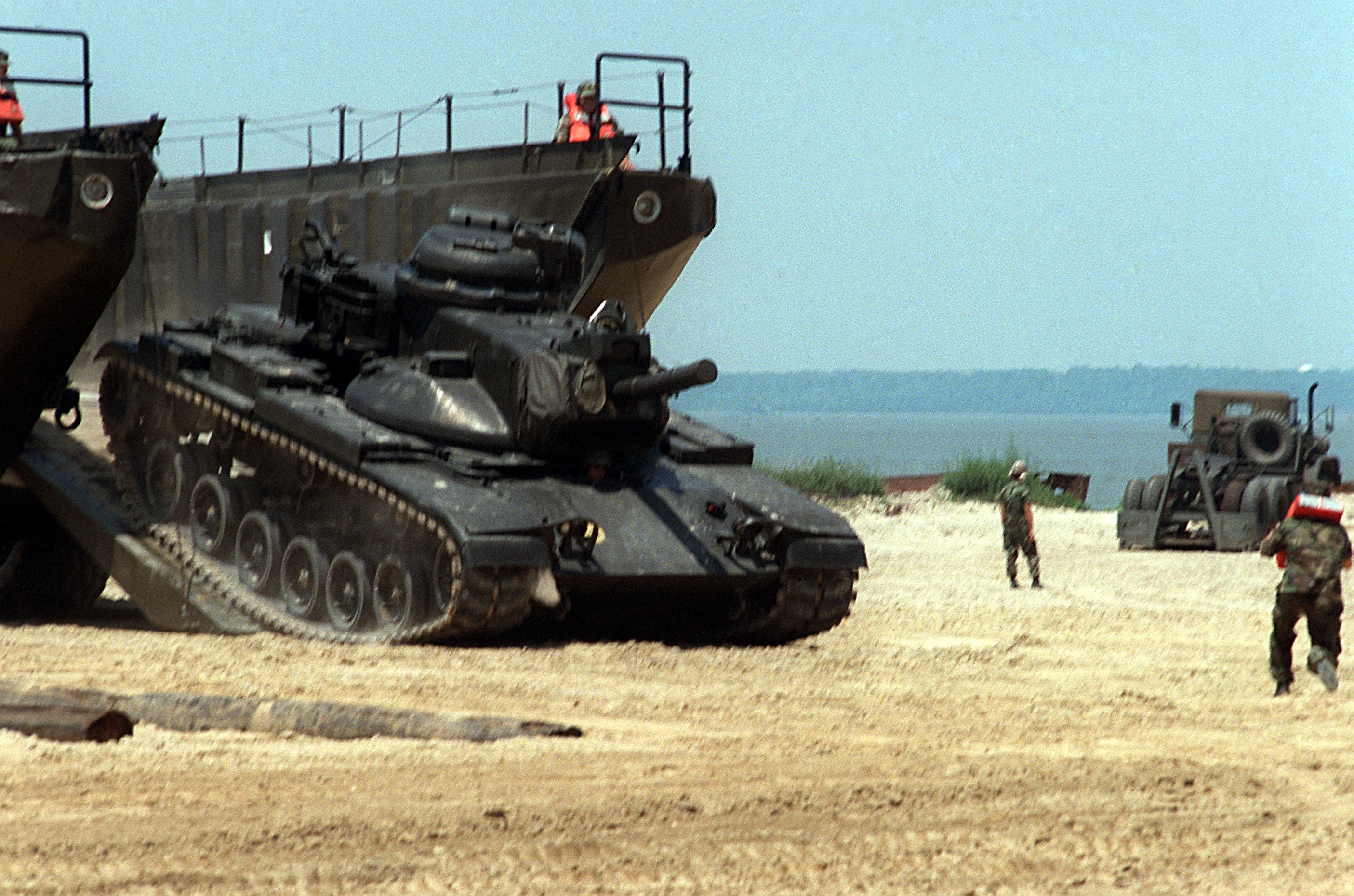
Egy M60A2 hajt le egy LARC 60 kétjáratú partraszállító hajóról a Hadsereg Prolog '85 hadgyakorlata alatt

Az M60A2 egy réskitöltő megoldás volt az MBT–70 program végleges változatának kialakításáig, rendszeresítéséig (az M1 Abrams harckocsiig). Az M60A2, becenevén a „Csillaghajó” (Starship) elnevezése köszönhető az űrkorszaki technológiának, amely egy teljesen új, részben alacsony homlokprofilú toronyban és egy parancsnoki géppuskakupolában összpontosult, adva ezzel a parancsnoknak az akkori korban kiemelkedőnek számító kitekintési lehetőséget. A főfegyverzet egy 152 mm-es, az M551 Sheridan-hez hasonló harckocsiágyú lett, melyből hagyományos lövedékek és az MGM–51 Shillelagh páncéltörő rakéta is indítható volt. Felszerelték egy önműködő csőszellőztető rendszerrel (CBSS, closed breech scavenger system), amely minden lövés után eltávolította az égésgázokat, megoldva ezzel az el nem égett lőporgázok küzdőtérbe jutását és a közvetlen közelben tárolt lőszerek felrobbanásának veszélyét. Az alváltozat tesztek során produkált eredményei kiábrándítóak lettek, azonban mégis iránymutatóakká váltak a jövő harckocsijai számára. A Shillelagh/M60A2 kombinációt 1981-ben kivonták és a tornyokat szétvágták. A legtöbb A2-t A3-má építették át, illetve az alvázat felhasználták valamelyik páncélozott hídvető harcjármű (armored vehicle-launched bridge, AVLB) számára. Darabszámuk nem ismert.

### M60A3-sorozat

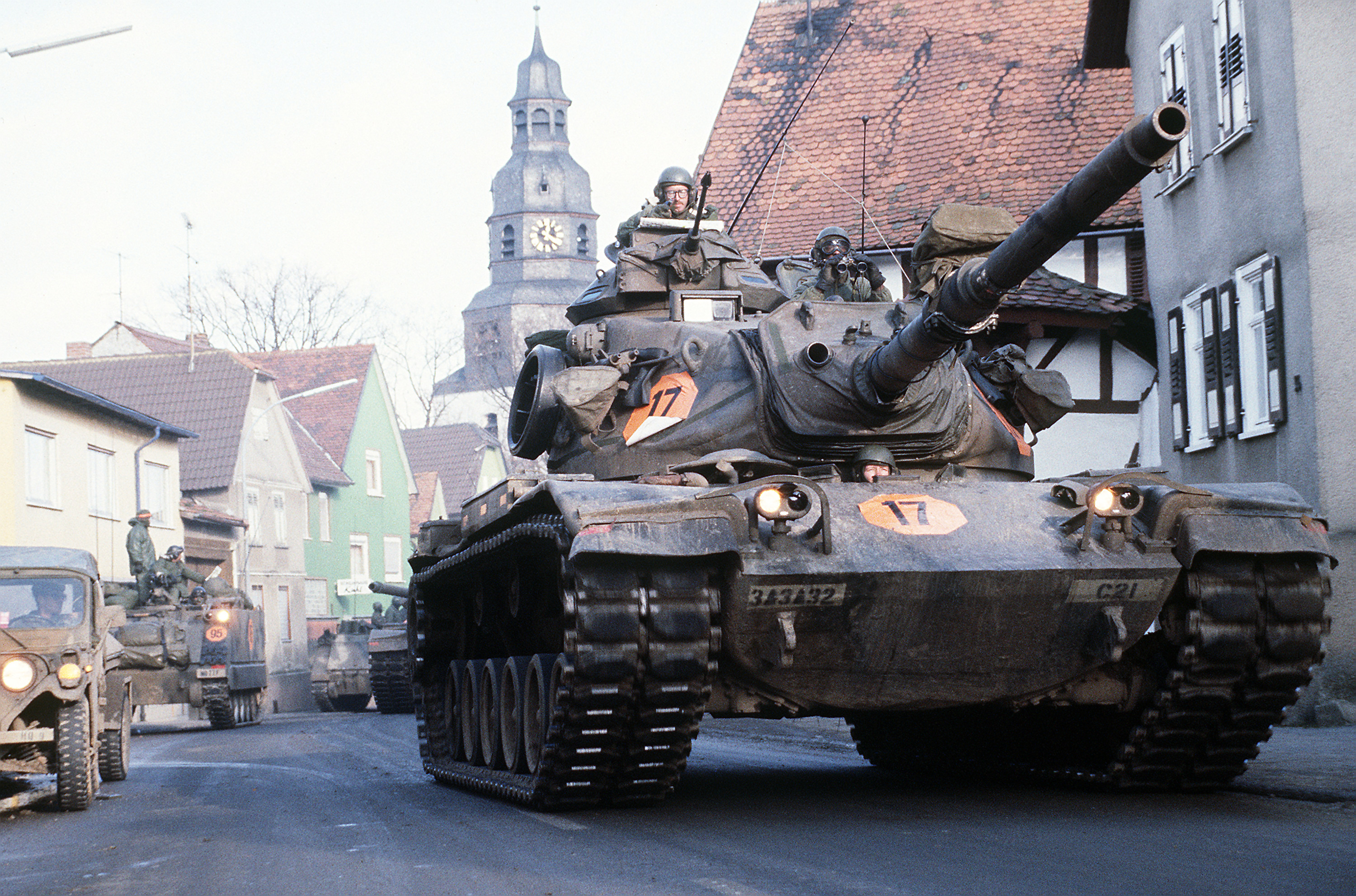
Egy M60A3 harckocsi halad át egy német utcán a Reforger '85 hadgyakorlat idején

Az M60A3-as sorozat 1978-ban indult útjára. Fejlesztését több technológiai fejlesztés, előrelépés segítette, többek között füstvetők, egy új távolságmérő fejlesztése és az M21 ballisztikai számítógép, valamint egy új lövegstabilizátor. Az összes akkor aktív M60-at átépítettek az A3-má. Tizenkilenc évvel később, 1997-ben vonta ki az amerikai haderő állományából, azonban több ország élvonalbeli harckocsija maradt még a 21. század első évtizedeiben is.
Bár összességében hatékonyságban elmarad az M1 Abrams mellett, mégis az M60A3 több szempontból fejlettebb volt néhány M1-modellnél:
- Hatékonyabb hőképalkotó berendezéssel volt felszerelve, amikkel az 1990-es évek elején még nem minden Abrams rendelkezett. Viszont hangosabb jármű.
- Az M60A3 farpáncéllemezére telefont építettek be az oltalmazó gyalogsággal való kapcsolattartás érdekében. Ez a Tengerészgyalogság M1A1-ein nem volt felszerelve, a 2000-es évektől szerelték fel vele az Abrams-állományt.
- Noha a dízelmotor kisebb hatékonyságú, kisebb előállítási költségű és karbantartásigényű az Abrams gázturbinájánál.
- Az égésgáz-kivezető nyílások hőmérséklete az Abrams gázturbinájánál igen magasak, ezért a harckocsit fedező gyalogság tagjaira veszélyforrást jelent, szemben az M60A3 dízelmotorjával.
- Az M60A3 haspáncélján menekülőnyílást alakítottak ki, amit már nem alkalmaztak az M1 Abramson annak kisebb hasmagassága és jobb aknavédelme miatt. Utóbbiból a személyzet veszélyeztetettebben menekülhet ki ütközeti sérülés esetén.
- Az M60-sorozat L68A1 105 mm harckocsiágyúja változatosabb lövedéktípusokat alkalmazhat, mint a napjainkban alkalmazott M256-os 120 mm-es simacsövűvel felszerelt M1-sorozat.
- Ebből fakadóan az M60-sorozat fedélzeti műszerei és főfegyverzete miatt ad hoc módon képes együttműködni a körülötte levő 105 mm-es tábori tüzérséggel, kisegíteni őket, ha szükséges.

Egy amerikai M60A3 TTS 1995-ben résztvevője volt egy rendőrségi üldözésnek, mikor Shawn Nelson nyugalmazott US Army veterán ellopta a járművet a Hadsereg kaliforniai nemzeti gárdájának (California Army National Guard) raktárából, majd végighajtott vele a San Diegó-i autópályán. Nelsont lelőtték mikor megtagadta a megadást, miután harckocsija fennakadt a pályaszakaszokat elválasztó vasbeton falakon. Az incidenst többször leadták a nemzetközi hírműsorok is.

### Gyártás
Az eredeti hadrendi jelzése M68 lett volna, azonban az új jármű gyártásának 1959-es megkezdése miatt újraszámozták M60-ra és hadrendbe is 1960-ban állt. Több mint 15 000 jármű épült meg minden változatát beleértve.

## Felépítése

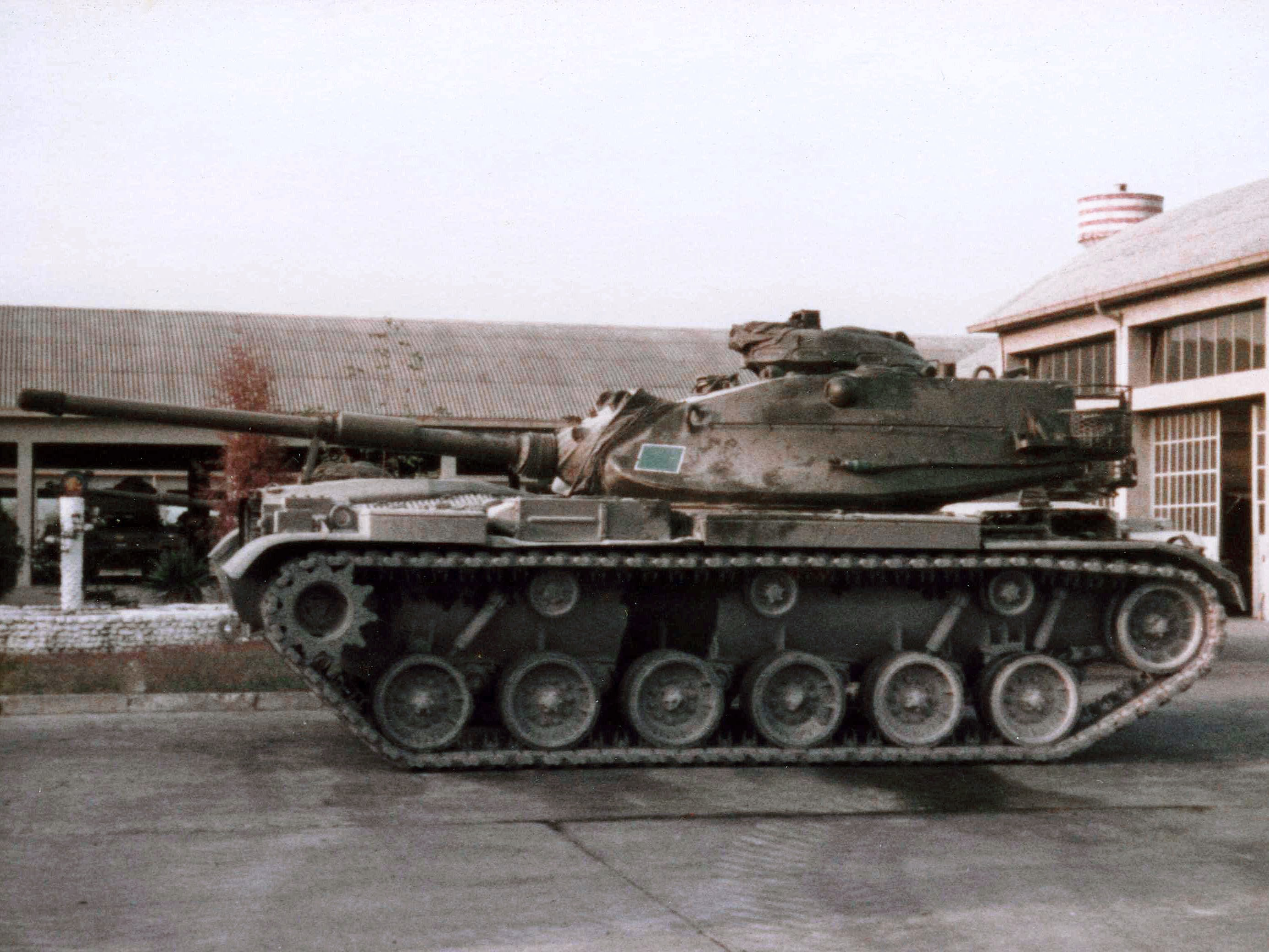
Egy olasz M60A1 a 132. Ariete páncélos dandár állományából. Jól megfigyelhetőek a hátrafordított lövegtorony mellett a lengéscsillapítók és a támasztógörgők, illetve a meghajtó lánckerék és a feszítőkerék

### Alváz
A harckocsitest egy három részre osztott, de egy egységben kiöntött acélpáncél test. A három szekció jól elkülöníthető, a mellső szekcióban a vezető, a középsőben a főküzdőtér, a hátsó szakaszban pedig a motor kapott helyet. A vezető három M27 típusú nappali periszkópon tud kitekinteni, melyekből egyet ki tudott cserélni infravörös tartományban üzemelő periszkópra. Eredetileg az M60 az M48-éhoz nagyon hasonló formájú toronnyal szerelték volna fel, azonban a homlokfelület-csökkentés érdekében átalakították a lövegpajzs sajátos formáját ("needlenose"). Ez a jármű volt az amerikai fegyveres erők utolsó homogén acélpáncéllal megépített alapharckocsija. Az utolsó módosítások során még menekülőajtót is kialakítottak a test alsó felületén.

### Motor
A fejlesztett kialakítás a motorban csúcsosodott ki. A Continental V–12-es, 750 LE-s léghűtéses, kétfeltöltős dízelmotorja kisebb üzemanyag-fogyasztás mellett nagyobb teljesítményt produkált elődjénél, továbbá a karbantartási igényét is csökkentették. A kihajtás az elődtípusokon is bevált hátsó szakaszra helyeződött, egy kereszthajtású váltóval, differenciálművel, kormányművel és fékekkel felszerelt egységben öltött formát.

### Futómű
A futómű torziós rudakra szerelt egymástól független felfüggesztésű lengőkarokból áll, melyekre 6–6 darab gumírozott futófelületű alumíniumöntvény futógörgőket szereltek. Az első, a második és utolsó lengőkarok lengéscsillapítottak, a csillapító rugó–olaj rendszerű. A lánctalp iránytartásáért oldalanként három–három támasztógörgő felel. A meghajtókerék a harckocsitest hátsó részén kapott helyet, a láncfeszítő kerék pedig a mellső részen.

## Üzemeltetési története

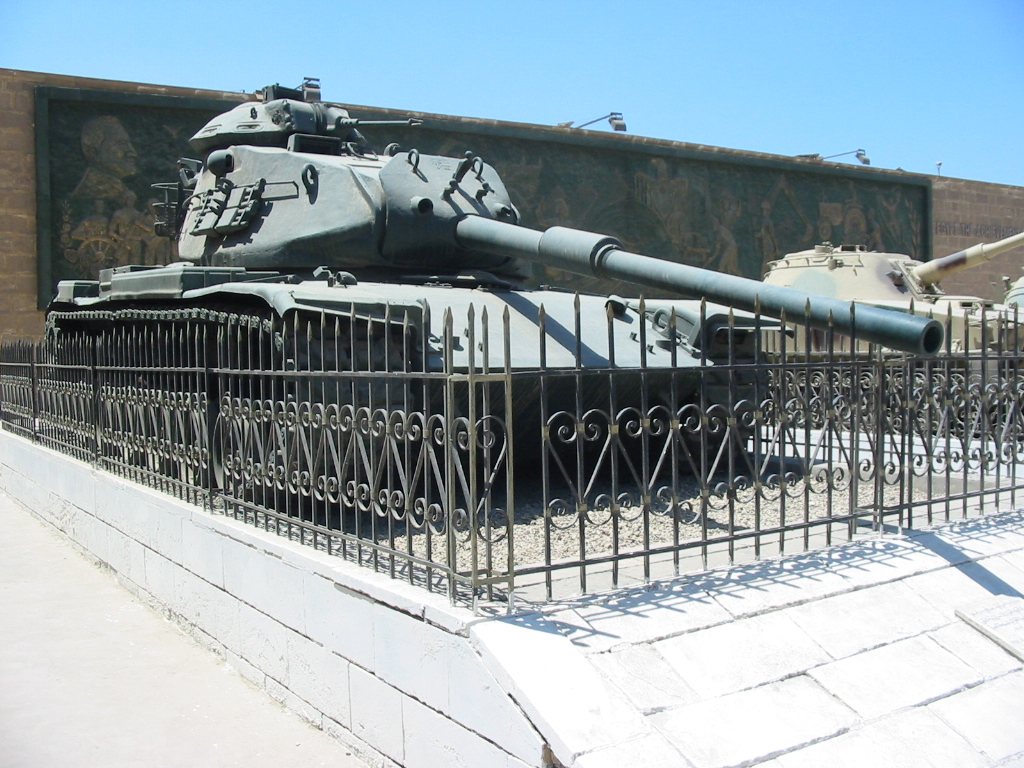
Egy 1973-ban zsákmányolt izraeli M60 harckocsi Egyiptomban

### Vietnámi háború
Az M60 alvázra épített hídvető páncélos, az M60 AVLB, valamint az M728 Combat Engineer Vehicle műszaki mentő páncélos voltak az egyedüli típusváltozatok, melyek a vietnámi háborúban alkalmazva lettek. Az AVLB egy M60 alvázra épített pontonhídpár fegyverzet nélkül, az M728 pedig egy rövidcsövű 165 mm-es M135 harckocsiágyúval felszerelt változat. Utóbbiból összesen 291 darabot építettek.

### Izrael
Tényleges harckocsiütközetekben 1973-ban a jom kippuri háborúban lett bevetve az M60 és az M60A1 alváltozat Izrael részéről, mind a sinai mind pedig a Golán-fennsíki frontokon. Az USA az NSZK közvetítésével juttatott példányokat a konfliktus előtt és alatt. A háborút követően az Izraeli Védelmi Erők (IDF) több M48-cat és M60-at, M60A1-et kaptak, melyeket továbbfejlesztettek a libanoni háború előtti időkig. Az izraeli módosítások érintették a lánctalpakat és reaktív előtétpáncélzatot (ERA, explosive reactive armor) szereltek az alvázak homlokpáncéljaira és a tornyokra. Ennek a változatnak a neve lett a Magah. Ezeket a példányokat később továbbfejlesztették: új pótpáncélzattal, tűzvezető rendszerrel, módosították a szellőztető rendszert és füstképző rendszert szereltek fel. A legkésőbbi változat a Magah 7 (A-tól C változatig) továbbra is alkalmazva van az izraeli véderő tartalék állományában.

### Az öbölháború és Kuvait

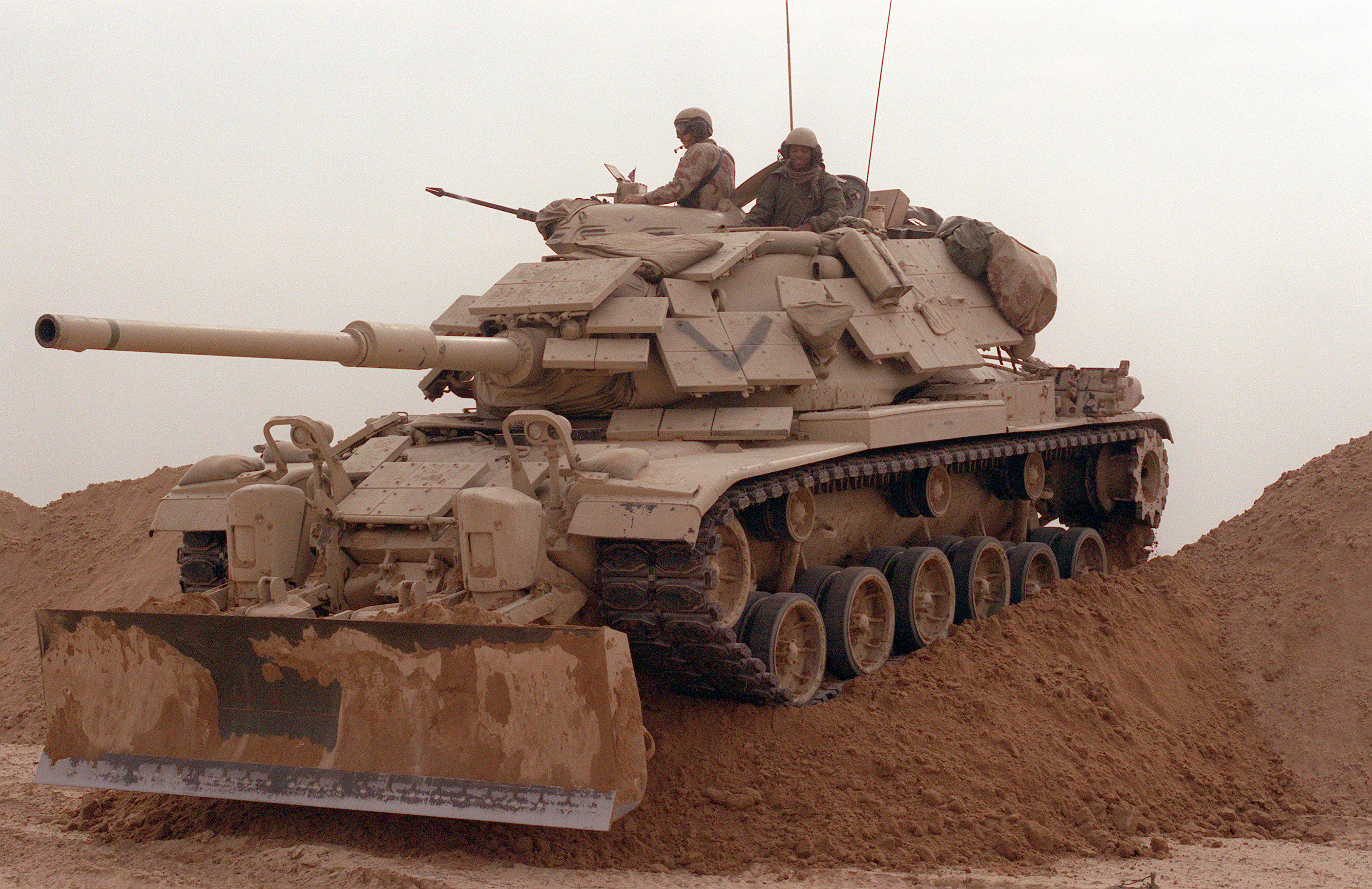
Az Amerikai Tengerészgyalogság 2. harckocsi-zászlóalj D századának (Marines Company D 2nd Tank Battalion) egyik M60A1-je partmenti hadgyakorlaton a Desert Storm hadművelet idején 1991 elején. A harckocsi reaktív páncélzattal és M9 bulldozer kit-tel lett felszerelve

Az Amerikai Tengerészgyalogság M60A1 RISE Passive harckocsijai az 1991-es öbölháborúban lettek bevetve az inváziós iraki harckocsikkal – kínai T–54/T–59, T–55, T–62, kínai Type 69 és T–72 – szemben. Ezek a harckocsik reaktív pótpáncélzattal lettek ellátva és Kuvaitváros felszabadításáért indított műveletekben vettek részt, amely két napig tartott a repülőtér térségében. Mindössze egy harckocsi sérült meg, melyet javítani tudtak, személyi sérülés nem történt. A Tengerészgyalogság és a Szaúd-arábiai Hadsereg alkalmazta őket a térségben.
Az Amerikai Légierő 401. harcászati vadászrepülő-ezrede (401st TFW (P)) is alkalmazta a típust 1991-ben. A katari fővárosba, Dohába telepítettek két darab harckocsit, melyekkel fel nem robbant harcanyagokat (EOD, explosives ordnance disposal) távolítottak volna el a műutakról.

### Egyéb alkalmazók
2005-ben az M60 változatait a bahreini, a boszniai, a brazil, az egyiptomi, a görög, az iráni, az izraeli, a portugál, a spanyol, a tunéziai, a török, a tajvani, a thaiföldi és a jordán hadsereg tartotta hadrendben. Az amerikai példányok legtöbbje szétvágásra került vagy fegyverteszt áldozataivá váltak, kevesebb részüket eladták. Több alvázat napjainkig használnak,Jordánia például két zászlóalj M60A3-mat IFCS-szel (Improved Fire Control System) használ.

### Harcászati képességei
Összességében elmondható, hogy az M60A1 és A3 változatok jobb harcászati képességekkel rendelkeztek és rendelkeznek a velük szembenálló legtöbb T–54/55-tel, T–62-vel, T–72-vel és kínai Type 69-cel szemben, melyet változatos terepeken zajló konfliktusok bizonyítanak. A modernizált USMC-s járművek ERA védelme jó szolgálatot tett, amihez az iraki harckocsiszemélyzet nem egyenértékű kiképzése, valamint a harcászati hiányok (légtér uralma) is párosult. Az 1973-as összecsapásban a szembenálló típusok még eredeti kialakításukban ütköztek meg, ahol több izraeli M60-ast semmisítettek meg egyiptomi gyalogosok 9M14 Maljutkaval. Ezeket a veszteségeket az első pár napban szenvedte el az IDF, mikor az egyiptomi csapatok átkeltek a szuezi csatornán. Miután az egyiptomi csapatok elhagyták a légvédelmi ernyőt jelentős veszteségeket szenvedtek az izraeli légierőtől, majd a beásott izraeli harckocsik október 14-én meghátrálásra késztették őket. Az 1982-es libanoni háborúban az izraeli M60A1-esek ismét azonos típusokkal, de már szír személyzettel bevetett T–55-ösökkel, T–62-esekkel és új T–72-esekkel néztek szembe. Utóbbit a szovjetek részben az M60 ellenfelének szánták. Az izraeli harckocsi 1982. június 10-én Dél-Bejrút körzetében 400 szír harckocsival ütköztek meg és a kétnapos összecsapásban a szír harckocsi-csoportosítás megsemmisült a maradék visszavonult. Az M60A1-esek számtalan szír T–72-t lőttek ki.[forrás?] A folyamatosan továbbfejlesztett M60 járművek a 2000-es évek első évtizedének végén kerültek ki az elsővonalbeli csapatok állományából tartalékba.
Több olyan prototípust építettek az USA-ban, melyek meghaladták a korai M1 Abramsek képességeit. Mégis, a hidegháború végével a US Army leépítését is megkezdték, a feleslegesnek ítélt M1-eseket a USMC egységei vették át és ezzel együtt kivonták az M60-asokat, költségcsökkentésre hivatkozva. Néhányukat rendszerben hagyták, legtöbbjüket kivonták, vagy eladták Amerika-barát országoknak.

## Típusváltozatok

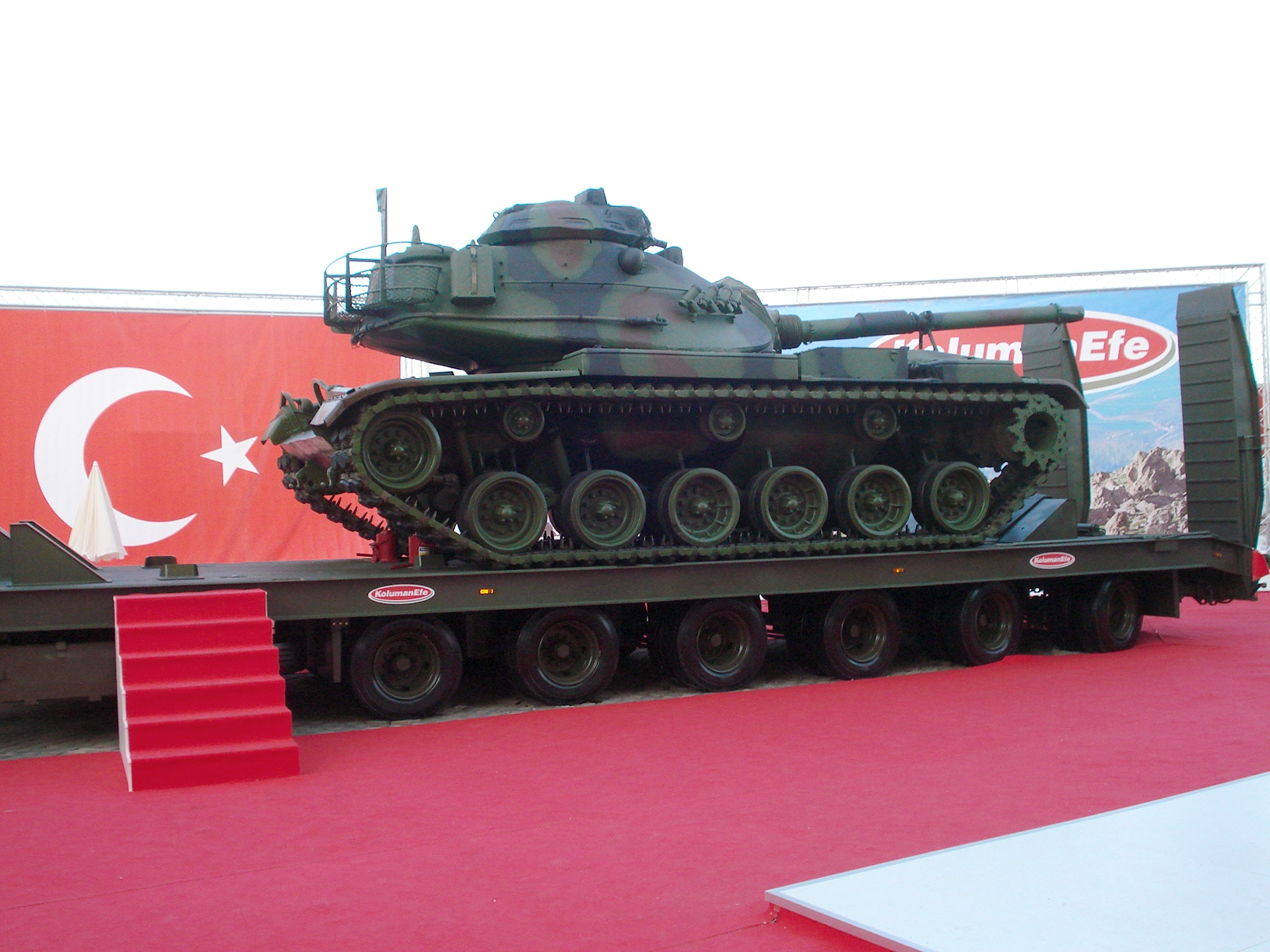
A Török Hadsereg egyik M60A3 TTS harckocsija az IDEF '07 kiállításon Ankarában

XM60/M60Erős hasonlóságokat mutat az elődtípus M48 Pattonnal szemben, azonban hengerelt alváza, három támasztógörgője és alumínium futógörgői nem találhatóak meg az elődön. Egy 105 mm-es M68 harckocsiágyút építettek be a toronyba, illetve a korai változatokon nem volt parancsnoki kupola.
M60A1Első változat, melyre egy megnyújtott öntöttacél tornyot építettek, továbbá jobb páncélvédelemmel és fejlesztett futóművel látták el.
M60A1 AOSAz AOS (add-on stabilization) változat 1972-ben állt szolgálatba, melyben az M68 ágyút látták el lövegstabilizátorral.
M60A1 RISEA RISE (Reliability Improvements for Selected Equipment) változat, a legtöbb alapfelszerelését továbbfejlesztették, beleértve a motort és a motorteret a könnyebb karbantarthatóság miatt, új T142 típusú lánctalpakat, melynek kisebb gördülési ellenállása lett és hosszabb élettartama.
M60A1 RISE PassiveA RISE módosított változata, melyen kisebb az infravörös keresőfényszóró és passzív éjszakai irányzékokkal szerelték fel. A USMC M60A1 RISE Passive harckocsijait az 1980-as évek végén ERA-val szerelték fel.
M60A1E1Fejlesztési tesztváltozatok, melyekben a 152 mm-es M162 harckocsiágyút építették be.
M60A1E2/M60A2A torony kialakításának véglegesítése miatt átalakított változat. Távirányítású 20 mm gépágyúval is felszerelték.
M60A1E3Az M60A1E2 egyik prototípusa 105 mm-es L7-tel felszerelve.
M60A1E4Kísérleti változat távirányítású fegyverzettel.
M60A3Lézertávmérővel felszerelt M60A1, valamint M21 típusú ballisztikai/tűzvezető számítógép és szélnyírásmérő szenzort építettek be.
M60A3 TTSA TTS (Tank Thermal Sight) az M60A3 AN/VSG–2 típusú hőképalkotó irányzórendszerrel felszerelt változata.
M60 Super/AXTovábbfejlesztett páncélzattal felszerelt változatok. Nem építettek be optikai távolságmérőt.
M60–2000/120SAz M60/M1 Abrams hibridjárműve, melyet a General Dynamics Land Division fejlesztett ki: átalakított, megerősített M60 alvázra és futóműre az Abrams tornyát szerelték fel. Az amerikai haderő nem mutatott iránta érdeklődést, a fejlesztését egy időre leállították. Később a török és az egyiptomi modernizációs programokra ismét elővették. A török beszerzést az izraeli Sabra nyerte, Egyiptom viszont fokozott érdeklődést mutat az M60–2000 iránt, erősebb német MTU motorral felszerelve.

### Specializált változatok

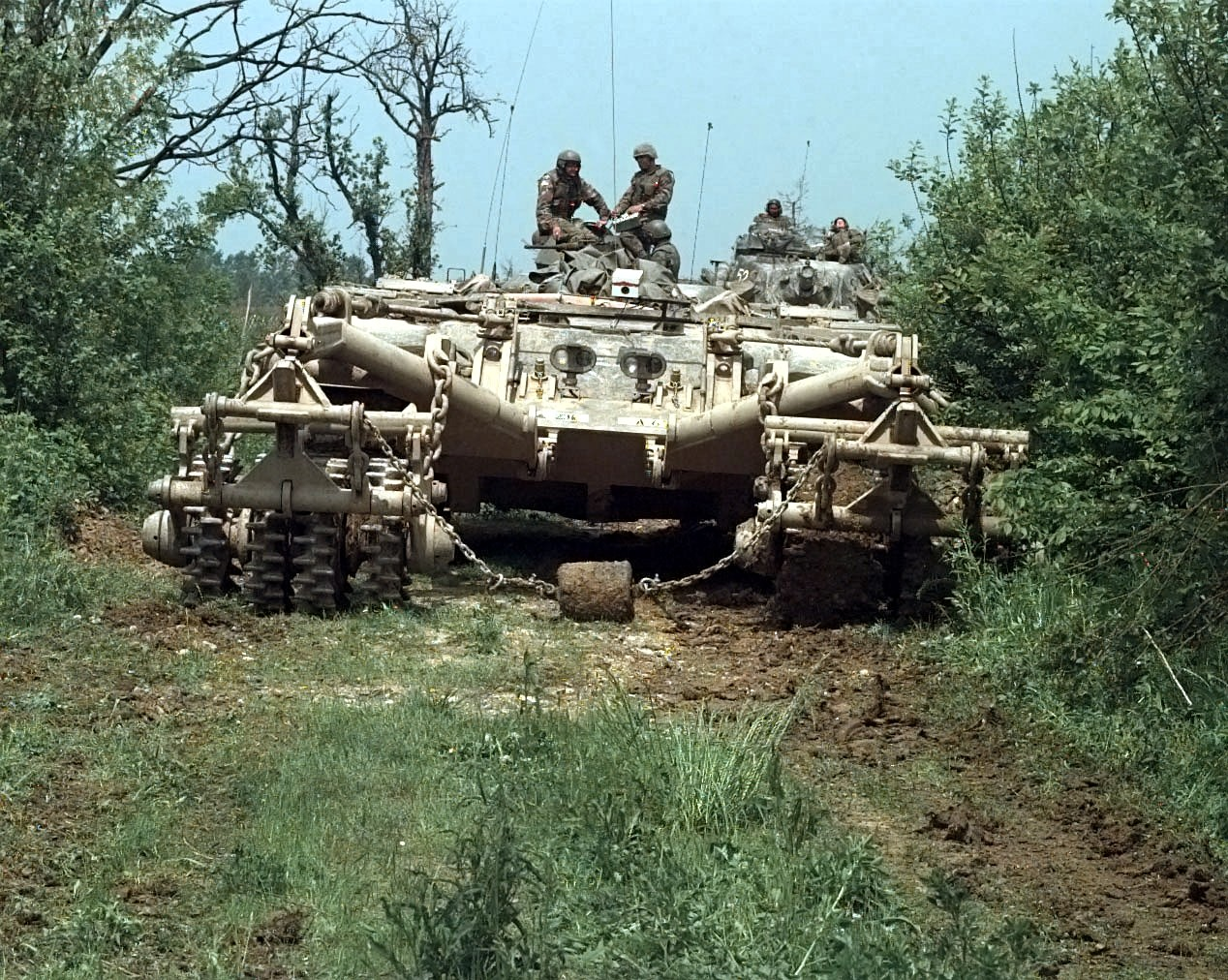
Távirányítású Panther páncélozott aknamentesítő jármű egy menetoszlopot vezet a McGovern támaszpont közelében Boszniában 1996. május 16-án, a Joint Endeavor hadművelet idején

M60 AVLBM60 alvázra épített hídvető páncélos, 18,28 méter (60 láb) hosszú ollós pontonhíddal.
M60A1 AVLBFejlesztett változat, az M60A1 alvázán alapul.
M60 AVLMAz AVLM (Armored Vehicle Launched MICLIC; Mine-Clearing Line Charge) módosított AVLB két darab MICLIC indítósínnel felszerelve, M60 alvázon.
M60 PantherTávirányítású aknamentesítő, torony nélküli változat.
M728 CEVM60 alvázra épített harci műszaki-mentő változat (Combat Engineer Vehicle), melyre egy A-keretű daru és csörlő lett felszerelve az alváz mellső részén. A toronyba egy rövidcsövű, 165 mm-es M135 rombolóágyút építettek az L7 helyére. Leggyakrabban D7 tolólappal is felszerelték, vagy aknamentesítéshez aknafordító ekével.
M728A1Továbbfejlesztett M728 CEV az M60A1 alvázán.
Kiegészítő felszerelések
- D7 - mellső tolólap

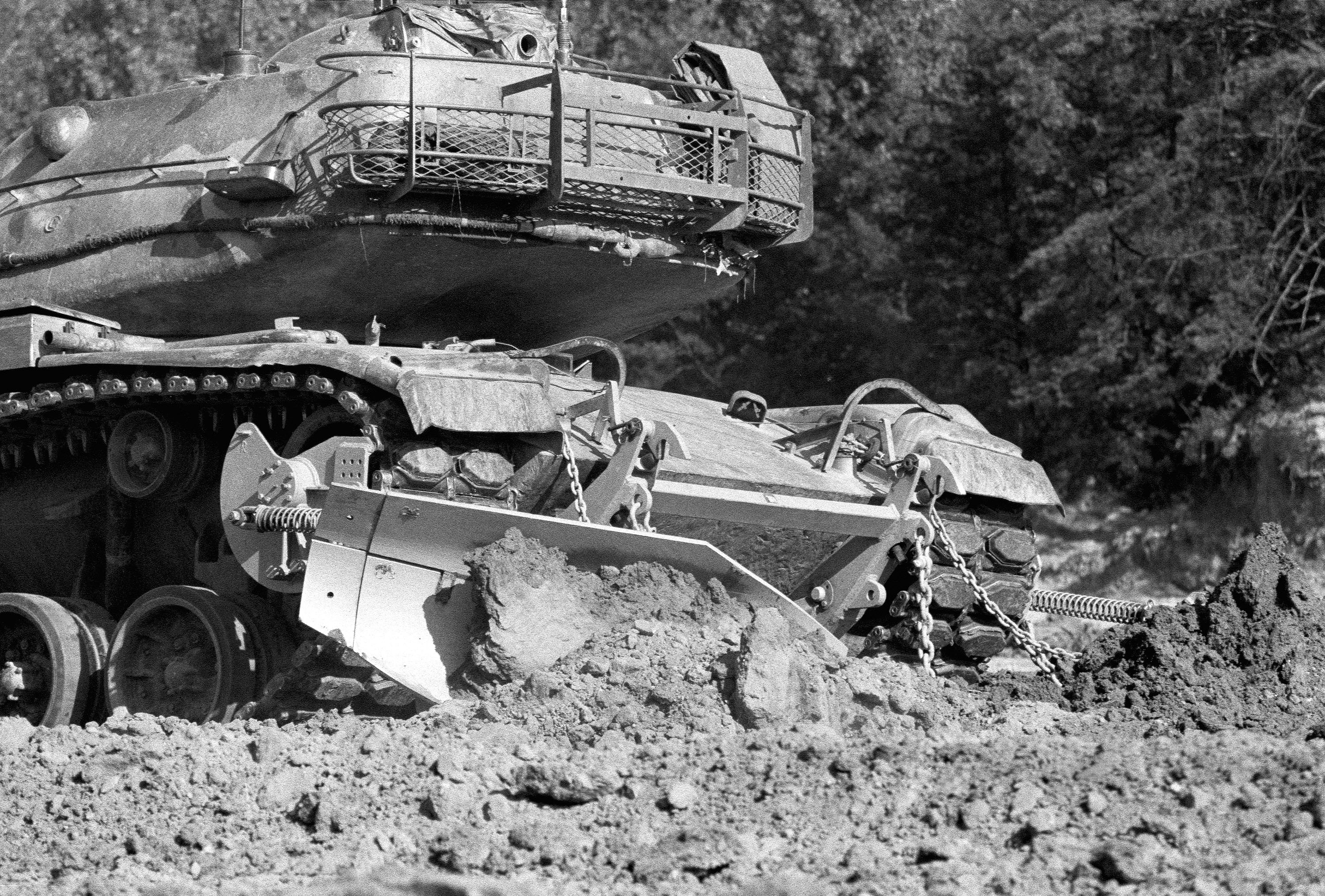
M60 aknafordító ekével felszerelve 1981-ben

- M9 - mellső acél tolólap és egyéb talajmozgató eszközök

### Nemzetközi változatok
Sabra/M60TJelentősen modernizált változata az M60A1-nek, melyet a török haderő modernizációs programjára fejlesztett ki az Israel Military Industries. Új, 120 mm-es simacsövű harckocsiágyút (Rheinmetall), elektromos lövegstabilizátort, új tűzvezető rendszert és új, moduláris páncélzatot kapott. Gyakorlatilag a Magah 7C továbbfejlesztett változata. Jelenleg három altípus került kifejlesztésre (Sabra I – II (M60T) – III), 2007 óta aktív állományban vannak.
E–60Jelentősen nem módosított, Egyiptomban sorozatgyártott M60.
E–60AJelentősen nem módosított M60A1.
E–60A DozerE–60A M9 tolólappal felszerelve.
E–60BJelentősen nem módosított M60A3.
M60VLPD 26/70EA Spanyol Hadsereg hídvető járműve M60A1 alvázon, a Leguan pontonhídrendszer elemeit használták fel. 12 darab lett átalakítva M60A1-ből.
M60CZ–10/25E AlacranSpanyol Hadsereg harcászati műszaki-mentő járműváltozata. 38 darab lett átalakítva M60A1-ből.
Magah 6 és 7Izrael által jelentősen továbbfejlesztett, átalakított változatok.
M60 PhoenixJordánia által továbbfejlesztett változat, melyet King Abdullah II Design And Development Bureau tervezett. Jelentősen megnövelt reaktív páncélzat, tűzvezető rendszer, mellyel biztosított a menetben történő pontos tüzelés és egy 120 mm-es simacsövű ágyú (a svájci RUAG Land Systems által) jellemzi. 180 darab M60A3 átépítése lett tervezve.

## Üzemeltető országok

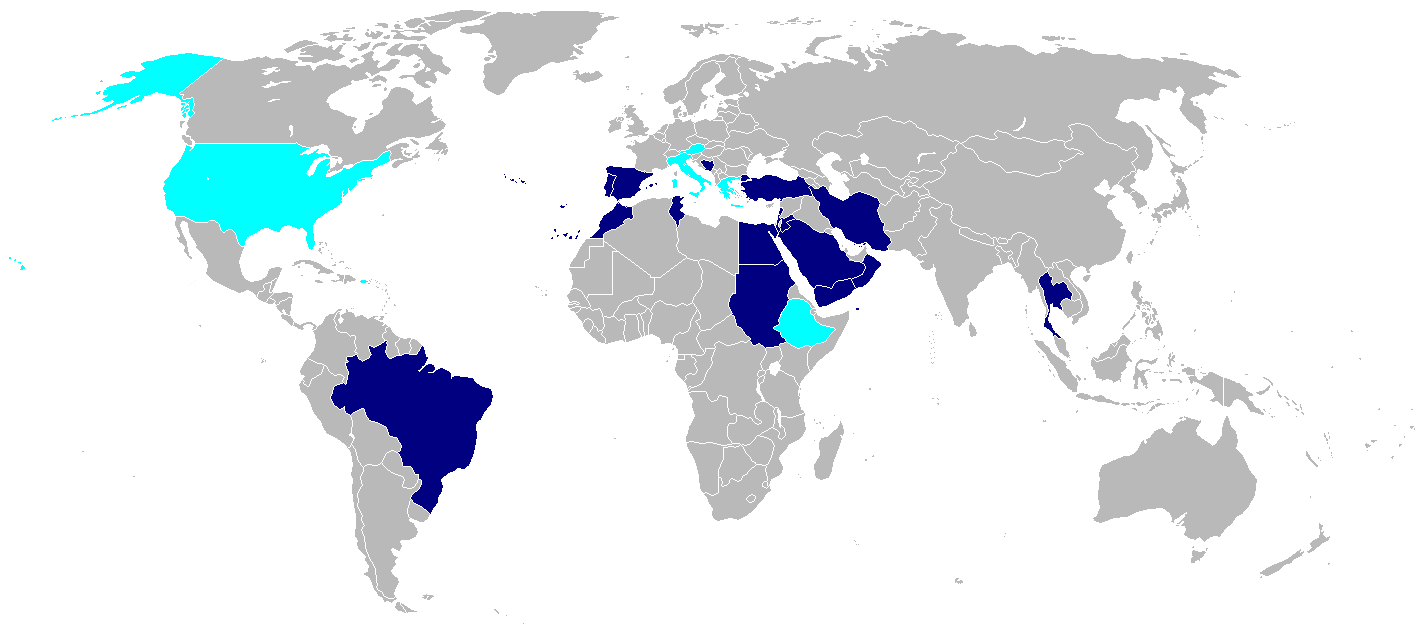
Az M60-at üzemeltető országok: kékkel az aktív, ciánnal a kivontak ábrázoltak

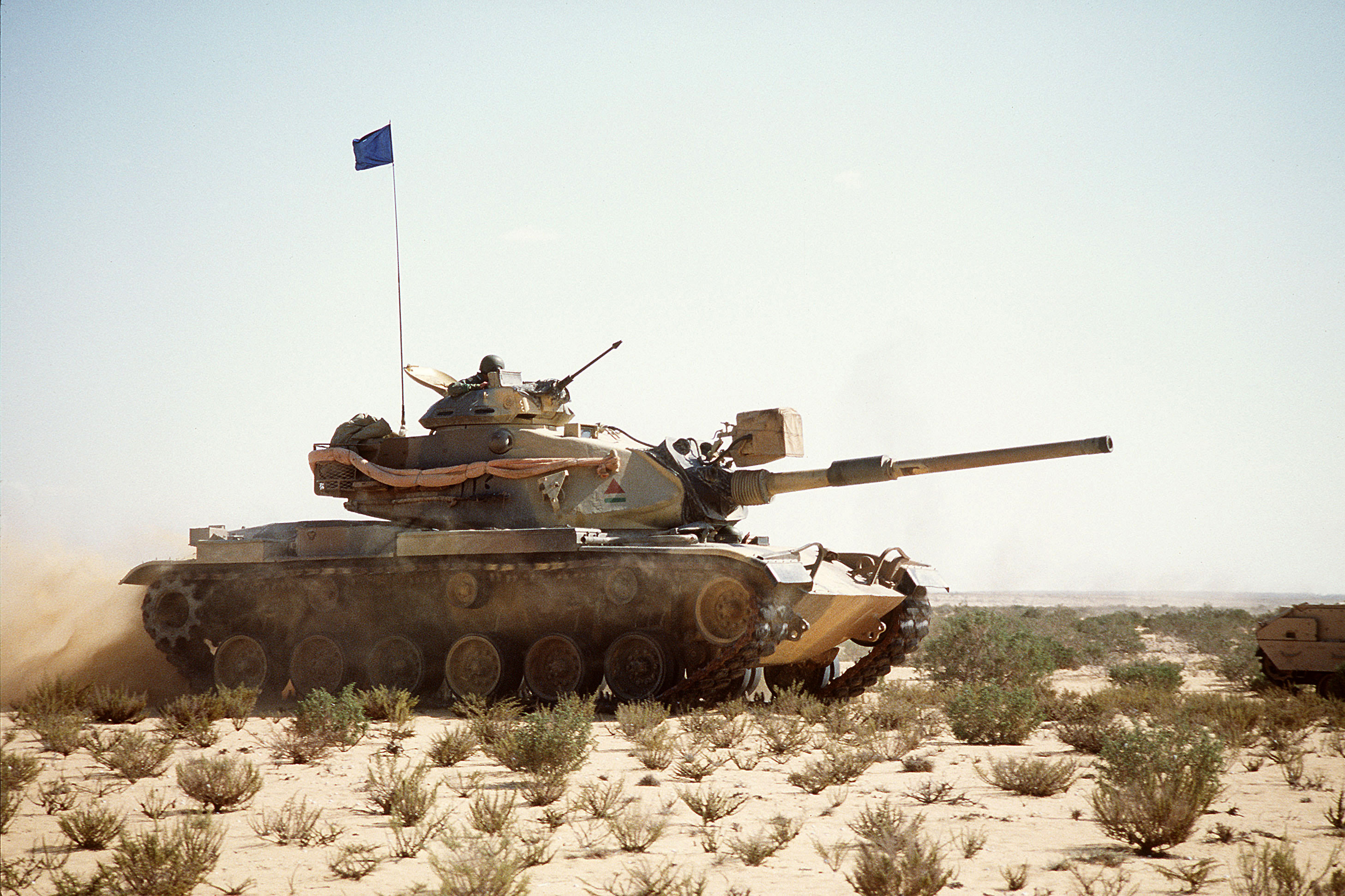
Az M60A1 egyiptomi módosított változata bevetésen az egyiptomi hadsereggel a Bright Star („Fényes csillag”) hadművelet idején

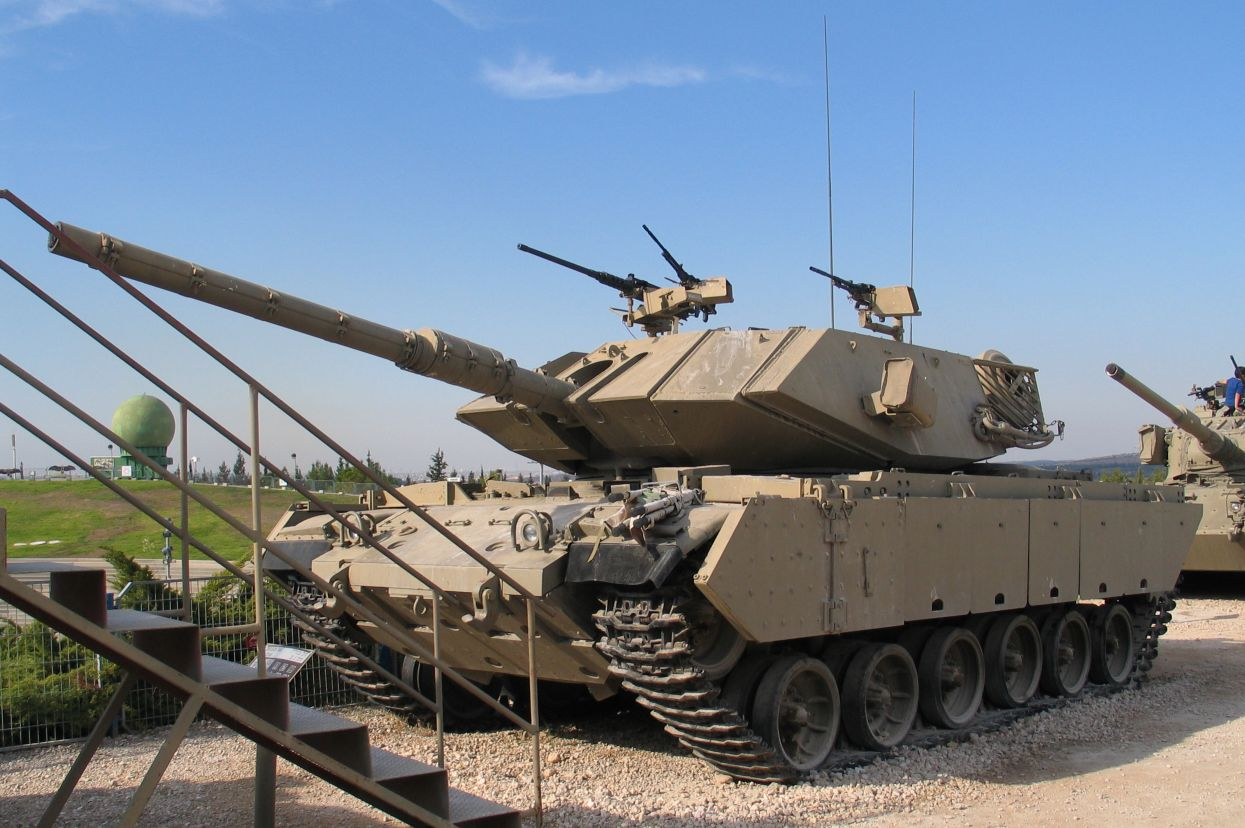
Magah 7C az izraeli Jad la-Sirjon-i múzeumban

### Aktuális üzemeltetők
- AFG - 13 db M60A3-at Görögország adományozott[17]
- BIH - 45 db M60A3
- BHR - 180 db M60A3
- BRA - 91 db M60A3 TTS[18]
- EGY - 2500 db M60A3\M60A1[19]
- IRN - 150 db M60A1[20]
- ISR - 711 db Magach 6 Archuv és Magach 6 Archuv 2, 111 Magach 7 (állomány bővítése 2010 előtt 74 darabbal).[21]
- JOR - 250 db
- LBN - 66 db[22] A3 széria, első 10 érkezése 2009 Május 22.[23]
- MAR - 340 db M60A3
- OMA - 93 db
- POR - 100 db M60A3 TTS (selejtezés előtt)
- SAU - 450 db M60A1 és M60A3
- ESP - 17 db M60A3TTS (Infantería de Marina), 38 M60CZ-10/25E, 12 M60VLPD-26/70E (Spanish Army)
- SUD - 20 db
- TWN - 450 db M60A3 TTS[24]
- THA - 178 db M60A3 Ex-U.S. Army
- TUN - 84 db
- TUR - 925 db M60A3TTS/M60A1 RISE-Passive/M60T
- YEM - 240 db
- - 61(?) db volt görög M60-asok

### Korábbi üzemeltetők
- AUT - eladta Egyiptomnak
- GRE - 2009 júniusában kivonták a szolgálat alól és körülbelül 13 egységet átvezényeltek Afganisztánba, a megmaradtakat pedig szétvágták[forrás?]
- ITA
- USA - kivonták az aktív állományból, néhányat kiállítottak, eltároltak. 178 darab M60A3-at Thaiföldnek adtak el.
- Etiópia